# Форест (округ Ричленд, Вісконсин)
Форест (англ. Forest) — місто (англ. town) в США, в окрузі Ричленд штату Вісконсин. Населення — 333 особи (2020).

## Демографія
Згідно з переписом 2010 року, у місті мешкали 352 особи в 137 домогосподарствах у складі 102 родин. Було 201 помешкання
Расовий склад населення:
| - 96,3 % — білих - 1,1 % — корінних американців - 1,1 % — чорних або афроамериканців - 1,4 % — осіб інших рас |

До двох чи більше рас належало 0,0 %. Частка іспаномовних становила 2,3 % від усіх жителів.
За віковим діапазоном населення розподілялося таким чином: 20,7 % — особи молодші 18 років, 58,8 % — особи у віці 18—64 років, 20,5 % — особи у віці 65 років та старші. Медіана віку мешканця становила 51,0 року. На 100 осіб жіночої статі у місті припадало 104,7 чоловіків;  на 100 жінок у віці від 18 років та старших — 108,2 чоловіків також старших 18 років.
Середній дохід на одне домашнє господарство  становив 61 079 доларів США (медіана — 51 250), а середній дохід на одну сім'ю — 64 683 долари (медіана — 58 750). Медіана доходів становила 41 563 долари для чоловіків та 31 607 доларів для жінок. За межею бідності перебувало 24,4 % осіб, у тому числі 36,2 % дітей у віці до 18 років та 10,0 % осіб у віці 65 років та старших.
Цивільне працевлаштоване населення становило 142 особи. Основні галузі зайнятості: освіта, охорона здоров'я та соціальна допомога — 26,8 %, сільське господарство, лісництво, риболовля — 17,6 %, виробництво — 14,8 %.